# La Rue-Saint-Pierre (Sekwana Nadmorska)
Rue-Saint-Pierre – miejscowość i gmina we Francji, w regionie Normandia, w departamencie Sekwana Nadmorska.
Według danych na rok 1990 gminę zamieszkiwało 346 osób, a gęstość zaludnienia wynosiła 45 osób/km² (wśród 1421 gmin Górnej Normandii Rue-Saint-Pierre plasuje się na 574. miejscu pod względem liczby ludności, natomiast pod względem powierzchni na miejscu 489.).